# Коссецкая, Елизавета Рафаиловна
Елизавета Рафаиловна Коссецкая, Косецкая (урождённая Бельвейс; по мужу Быкова, ? — 1910) — оперная и камерная певица (меццо-сопрано).

## Биография
В 1870—1873 годах обучалась пению в Петербургской консерватории (класс Дж. Корси), кроме того, там же в Петербургской консерватории, брала уроки у Василия Самуся.
Дебютировала в 1874 году в партии Зибеля («Фауст»). В 1874—1875 годы выступала на сцене петербургского Мариинского театра. В 1875 году совершенствовалась в Италии. с 1875 — солистка Киевской оперы, в 1878 вновь вернулась в Мариинку, но уже в 1880 — солистка Казанской оперы. В 1885 выступала в Петербургском музыкально-драматическом кружке (зал Кононова).
О выступлении Косецкой в партии Церлины в «Фра-Дьяволо» А. С. Фамицын писал: «Природная живость, природное, хотя еще не выработанное сценическое дарование, симпатичность тембра и звучность её голоса невольно располагают слушателей в пользу новой певицы».
Композитор и музыкальный критик Ц. А. Кюи отмечал, что «Г-жа Косецкая — прелестнейшая Ольга. Всякий раз, как я её вижу в новой роли, я убеждаюсь, что в ней русская опера сделала драгоценное приобретение. Что за золотой голос, что за милое исполнение!»

## Репертуар
1-я исполнительница на русской сцене партий: Венеры («Тангейзер», 1874), Эглантины («Эврианта»). Другие партии: Анна Педж («Фальстаф»), Зибель, Маргарита («Фауст»), Церлина («Фра-Дьяволо, или Гостиница в Террачине»).
1-я исполнительница арии «За нас умрет наш искупитель» из оратории Баха «Страсти по Матфею».
В концертах Санкт-Петербургского отделения Императорского Русского музыкально общества исполняла арию Анхен из оперы «Вольный стрелок» Вебера, II часть оратории «Потерянный рай» Рубинштейна, арию из оперы «Пророк» Мейербера
Исполняла романсы М. Балакирева, Э. Направника и др. Принимала участие в концертах Русского купеческого общества: в музыкально-танцевальном концерте в пользу недостаточных студентов Медико-хирургической академии исполнила романс Балакирева «Приди ко мне» под аккомпанемент Мусоргского.